# جهاز ودي كظري

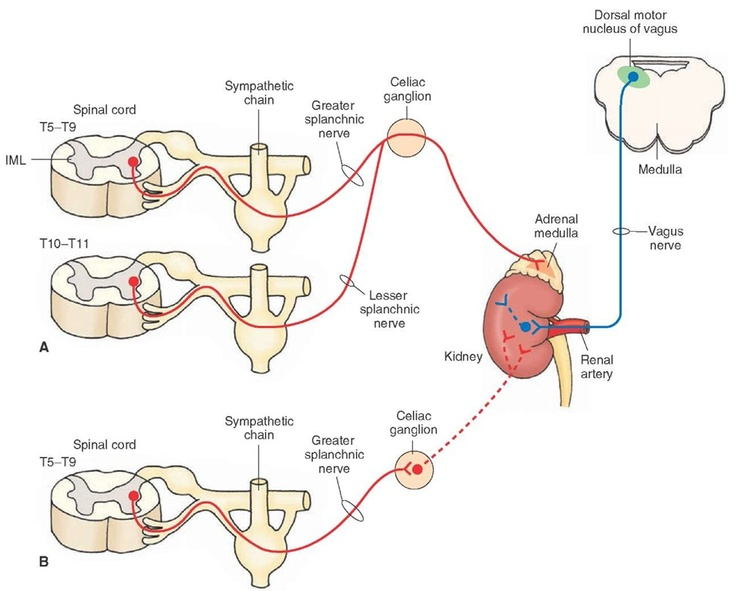

الجهاز الودي الكظري هو اتصال فيزيولوجي بين الجهاز العصبي الودي ولب الكظر، وله دور هام في استجابة الكائن الحي الفيزيولوجية للمنبهات الخارجية. عندما يتلقى الجسم إشاراتٍ حسية، يرسل الجهاز العصبي الودي إشارة إلى الألياف العصبية ما قبل العقد، والتي تنشط لب الكظر عن طريق الأستيل كولين، وفور تنشيطه يفرز الأدرينالين والنورأدرينالين مباشرة إلى الدم عن طريق الألياف العصبية ما بعد العقدة.
يلعب الجهاز الودي الكظري دورًا هامًا في الحفاظ على مستويات طبيعية للغلوكوز والصوديوم وضغط الدم ومختلف عمليات الاستقلاب الغذائي الأخرى التي تقترن بالاستجابات الجسدية للمنبهات البيئية، وخلال العديد من الحالات المرضية مثل نقص سكر الدم أو حتى خلال التعب الشديد تحدث اضطرابات في عمليات الاستقلاب، فيعمل الجهاز الودي الكظري على تنظيمها، وإعادة التوازن للجسم من خلال تنشيط أو تثبيط الغدة الكظرية، لكن بعض الاضطرابات الشديدة في الجهاز الودي الكظري مثل ورم القواتم تؤثر بشكلٍ واضح على قدرة الجسم في الحفاظ على توازنه، وفي مثل هذه الحالات لا بد من استخدام أدوية متنوعة لتعديل مستويات الأدرينالين والنورأدرينالين التي يفرزها لب الكظر.

## الوظيفة
تتمثل الوظيفة الأساسية للجهاز الودي في مساعدة الجسم على تنظيم استجاباته للمنبهات البيئية. تنتقل هذه المنبهات عبر الجهاز العصبي الودي عن طريق الألياف العصبية ما قبل لعقدة التي تتفرع من النخاع الشوكي الصدري، تتحول النبضات الكهربائية التي يحملها الجهاز العصبي الودي إلى استجابة كيميائية ضمن الغدة الكظرية. تعمل الخلايا الموجودة في لب الكظر كألياف عصبية ما بعد العقدة والتي تطلق هذه الاستجابة الكيميائية في الدم. يمكن للجهاز الودي الكظري تنشيط الرسل الكيميائية لتفعيل استجابة الكائن الحي. يؤدي تفعيل الجهاز الودي الكظري إلى زيادة معدل ضربات القلب، ونتاج القلب، وضغط الدم، ومستويات الغلوكوز، وتظهر هذه الوظائف الودية الكلوية الاستجابات المجتمعة للجهاز العصبي المركزي على العديد من المنبهات الخارجية.

### العوامل الكيميائية
يفرز الجهاز الودي هرمونان أساسيان هما الأدرينالين والنورأدرينالين، وتفرز هذه الهرمونات من الغدة الكظرية بعد تلقي إشارات عصبية من الجهاز العصبي الودي. تعتمد التأثيرات الفيزيولوجية المختلفة لهذه المواد الكيميائية على الأنسجة التي تعصبها. تعمل هذه المواد الكيميائية بسرعة على عكس التأثيرات طويلة الأمد للهرمونات.

## الشدة
يؤدي استقبال التنبيهات في الدماغ لتحفيز منطقة الوطاء وزيادة نشاط الجهاز الودي والغدة الكظرية عن طريق الأعصاب التي ترسل تنبيهات إلى الغدد الكظرية. يحدث هذا التحفيز عن طريق الهرمون المحرض لإفراز قشر الكظر، تلعب المستقبلات دورًا هامًا في زيادة نشاط الأعصاب الكظرية من خلال مستقبلات الهرمون المحرض لإفراز قشر الكظر داخل العقد في الجهاز العصبي الودي. تنتقل عوامل إطلاق الكورتيكوتروبين إلى الغدة النخامية، وهناك تنشط إفراز الهرمون الموجه لقشر الكظر.
ترتبط هرمونات قشر الكظر بمستقبلات الهرمون الموجه لقشر الكظر في الخلايا الموجودة في لب الكظر وقشر الكظر، ما يتسبب في سلسلة تنبيهات داخل خلايا الغدة الكظرية، ما يؤدي في النهاية إلى إطلاق الناقل العصبي أستيل كولين. يؤدي الناقل العصبي أستيل كولين إلى تنبيه الأعصاب التي تعصب عضلات الهيكل العظمي والعضلات التي تتحكم بأهم أنظمة الجسم مثل القلب والأوعية الدموية والجهاز التنفسي، ما يتسبب في زيادة تقلص العضلات الهيكلية وتسارع معدل ضربات القلب وزيادة معدل التنفس. بالإضافة للدور الذي تلعبه هرمونات قشر الكظر في أوقات الشدة، فهي توفر وظيفة مثبطة لحماية الجسم من هجوم جهاز المناعة. تعمل الغلوكوكورتيكويدات على تثبيط التفاعلات التي يسببها الجهاز المناعي في أوقات الشدة والتي يمكن أن تسبب ضررًا داخل الجسم. تعمل الغلوكوكورتيكويدات على منع تفعيل الأعصاب بواسطة الأدرينالين والنورأدرينالين.

## ارتفاع ضغط الدم والسمنة
يُنظم إفراز الهرمون الموجه لقشر الكظر عن طريق الجهاز الودي الكظري المكلف بالحفاظ على التوازن. إذا ارتفعت مستويات هرمونات قشر الكظر سيؤدي ذلك لارتفاع ضغط الدم أو حتى الإصابة بمتلازمة كوشينغ. لا يوجد ارتباط بين ارتفاع ضغط الدم ومتلازمة كوشينغ، ولكن 80% من المصابين بمتلازمة كوشينغ يعانون أيضًا من ارتفاع ضغط الدم، وفي كلتا الحالتين سيزداد إفراز هرمونات قشر الكظر. يمكن أن يحدث ارتفاع ضغط الدم أيضًا بسبب الإفراط في التنبيهات من الجهاز الودي. يؤدي الإفراط في هذه التنبيهات إلى زيادة إنتاج الكاتيكولامينات، ما يؤدي إلى ارتفاع ضغط الدم الانقباضي والانبساطي، بالإضافة لزيادة معدل ضربات القلب.
يزداد الوزن عن طريق تناول الكربوهيدرات والدهون وتخزينها، وفي الحالات العادية تتوسط مستقبلات هرمون الغدة الكظرية من النوع الأول والنوع الثاني في تخزين الكربوهيدرات والدهون أثناء تناول الطعام. تكون السمنة عند بعض الأشخاص نتيجة فرط إنتاج الكورتيكويدات ما يؤدي إلى فرط تنشيط المستقبلات من النوع الأول والنوع الثاني، ما يتسبب في ترسب الدهون وتخزين الكربوهيدرات، ويؤدي ذلك أيضًا لتنشيط المستقبلات التي تدفع الفرد إلى استمرار تناول الطعام.

## التمارين والاستقلاب الغذائي
يتطلب الجسم مزيدًا من الأكسجين والطاقة أثناء النشاط البدني. ينتج عن الإجهاد الناجم عن ممارسة الرياضة زيادة في الهرمونات والأدرينالين والنورأدرينالين، ونتيجة لذلك يزيد معدل ضربات القلب في الجسم ما يسمح بضخ المزيد من الدم والأكسجين اللازم للتنفس لتعزيز وظيفة القلب والجهاز التنفسي. تكون مستويات الأدرينالين والنورأدرينالين عند الأشخاص المتعودين على ممارسة الرياضة بانتظام أقل من أولئك الذين لا يمارسون الرياضة بانتظام، لأنهم معتادون على استخدام كمية أقل من الأكسجين لتحقيق نفس المجهود البدني.
تتأثر عملية الاستقلاب بالنظام الودي، وخاصة الاستقلاب الغذائي للغلوكوز والدهون. يمكن أن يخضع الغلوكوز، وهو مصدر ضروري لتزويد الخلايا بالطاقة، إلى زيادة في الإنتاج بسبب ارتفاع مستويات الأدرينالين في الجسم، ويحدث ذلك من خلال إفراز الأدرينالين من لب الكظر وتفعيل تحلل الغليكوجين إلى غلوكوز. رغم أن للأدرينالين التأثير الأكبر على إنتاج الغلوكوز، يمكن للنورأدرينالين أيضًا زيادة مستويات الغلوكوز ولكن عندما ترتفع مستوياته إلى حد معين قد يلعب دورًا في تعزيز امتصاص الغلوكوز في العضلات والهيكل العظمي والأنسجة الدهنية. أما بالنسبة لعملية الاستقلاب الغذائي للدهون، فإن الكاتيكولامينات (الأدرينالين والنورادرينالين) تساعد في تحفيز تحلل الدهون ما يؤدي إلى زيادة الطاقة، وهذا يفسر الحاجة إلى ممارسة الرياضة للمساعدة في زيادة الاستقلاب الغذائي في الجسم.

## ورم القواتم
ورم القواتم نوع نادر من الأورام التي تفرز الكاتيكولامينات وتؤثر على الجهاز الودي الكظري. تحدث عادة على حساب لب الغدة الكظرية، ولكن يمكن أن توجد أيضًا خارج لب الغدة الكظرية في أنسجة أخرى من الجسم. تشمل أعراضها الصداع والتعرق وخفقان القلب وارتفاع ضغط الدم ونقص سكر الدم والقلق وفقدان الوزن والحمى والغثيان ومضاعفات قلبية ووعائية. يمكن علاج ورم القواتم من خلال منع تأثيرات الكاتيكولامينات المفرزة. يبدو أن إزالة الورم هو العلاج المفضل ويجب أن يحدث في الوقت المناسب باكرًا ما أمكن، ولكن هناك تأخير وسطي لمدة ثلاث سنوات بين الأعراض الأولية والتشخيص بسبب صعوبة اكتشاف هذه الأورام، والتشخيص صعب أيضًا لأن الأعراض شديدة التباين من مريض لآخر وشائعة جدًا في أمراض أخرى. قد يؤدي ورم القواتم لعواقب وخيمة خاصة على الجهاز القلبي الوعائي إذا بقي دون علاج.